# Старонадеждино
Старонадеждино (баш. Иҫке Надеждин) — село в Благовещенском районе Республики Башкортостан Российской Федерации. Центр Старонадеждинского сельсовета.

## География

### Географическое положение
Расстояние до:
- районного центра (Благовещенск): 50 км,
- ближайшей ж/д станции (Загородная): 55 км.

## Население
| 2002 | 2009 | 2010 |
| ---- | ---- | ---- |
| 573  | ↘543 | ↘525 |

Согласно переписи 2002 года, преобладающая национальность — русские (76 %).